# Word on Fire
Word on Fire é uma organização de mídia católica fundada pelo bispo Robert Barron, que utiliza mídia digital e tradicional para promover o catolicismo ao público em geral. Ganhou destaque pelo trabalho de Barron como padre nas novas mídias e é reconhecida como um modelo eficaz para compartilhar informações sobre o catolicismo.

## Formatos de mídia
Inicialmente, Barron trabalhou em rádio e televisão, apresentando o programa de rádio Word on Fire na Relevant Radio e o programa de televisão Word on Fire with Father Barron na WGN America. Posteriormente, a organização expandiu-se para distribuição online, utilizando mídias sociais e publicando vídeos no YouTube. Além disso, a Word on Fire distribui materiais espirituais, como DVDs e livros, para estudo individual e em grupo.

## SérieCatholicism(2011)
Em 2011, a Word on Fire lançou Catholicism, uma série documental em dez episódios que explora aspectos culturais, espirituais e históricos do Catolicismo. Disponibilizada em DVD, a série foi transmitida por emissoras da PBS nos Estados Unidos, o que levou o ombudsman da PBS a esclarecer que não foi produzida nem financiada pela rede, respondendo a preocupações de telespectadores. No Brasil, a série foi exibida pela plataforma católica de streaming Lumine.
A série recebeu elogios de figuras como o biógrafo papal George Weigel, o cardeal Timothy Dolan e o cardeal Francis George, por seu papel na promoção da nova evangelização.